# 艾倫道
艾倫道（英語：Allen Road），全称威廉姆·R·艾伦道（William R. Allen Road），又作艾倫高速公路（Allen Expressway），是加拿大安大略省多倫多市的一條主要南北向道路，南起艾靈頓西路（Eglinton Avenue West），北端在斯提普羅克徑（Steeprock Drive）與奧佛布魯克坊（Overbrook Place）的交界處駁上德化林街（Dufferin Street），大部分路段來回合共四線行車，而從艾靈頓西路到運輸道（Transit Road）的路段則達致高速公路資格。道路全線由多倫多市政府管理。
此道路在1950至70年代的規劃和工程階段時稱為士巴丹拿高速公路（Spadina Expressway）。該公路本來計劃北起安大略401號省道，在巴佛士街和德化林街之間往南延至艾靈頓西路，之後往東南伸延至卡薩羅馬城堡一帶，再取代士巴丹拿道的走線通往多倫多市中心。項目於1962年獲大多倫多市議會通過，並於1963年動工，介乎羅倫斯西路（Lawrence Avenue）和衛信路（Wilson Avenue）路段於1966年開通。然而，隨著項目於1960年代末遇到越來越多沿線居民反對，安大略省政府於1971年宣佈撤回對項目的支持，艾靈頓西路以南的路段亦告取消，而羅倫斯西路至艾靈頓西路的路段則於1976年完成。士巴丹拿高速公路的餘下路段被取消後，已建成的路段則以大多倫多市第二任主席威廉·艾倫（William R. Allen）命名。
多倫多地鐵央街－大學線的士巴丹拿段（又作士巴丹拿線）從艾靈頓西路至衛信路的路段在艾倫道的中央分隔帶上行駛。士巴丹拿線與士巴丹拿高速公路同期規劃，但高速公路項目取消後地鐵線卻沒有更名。

## 圖片

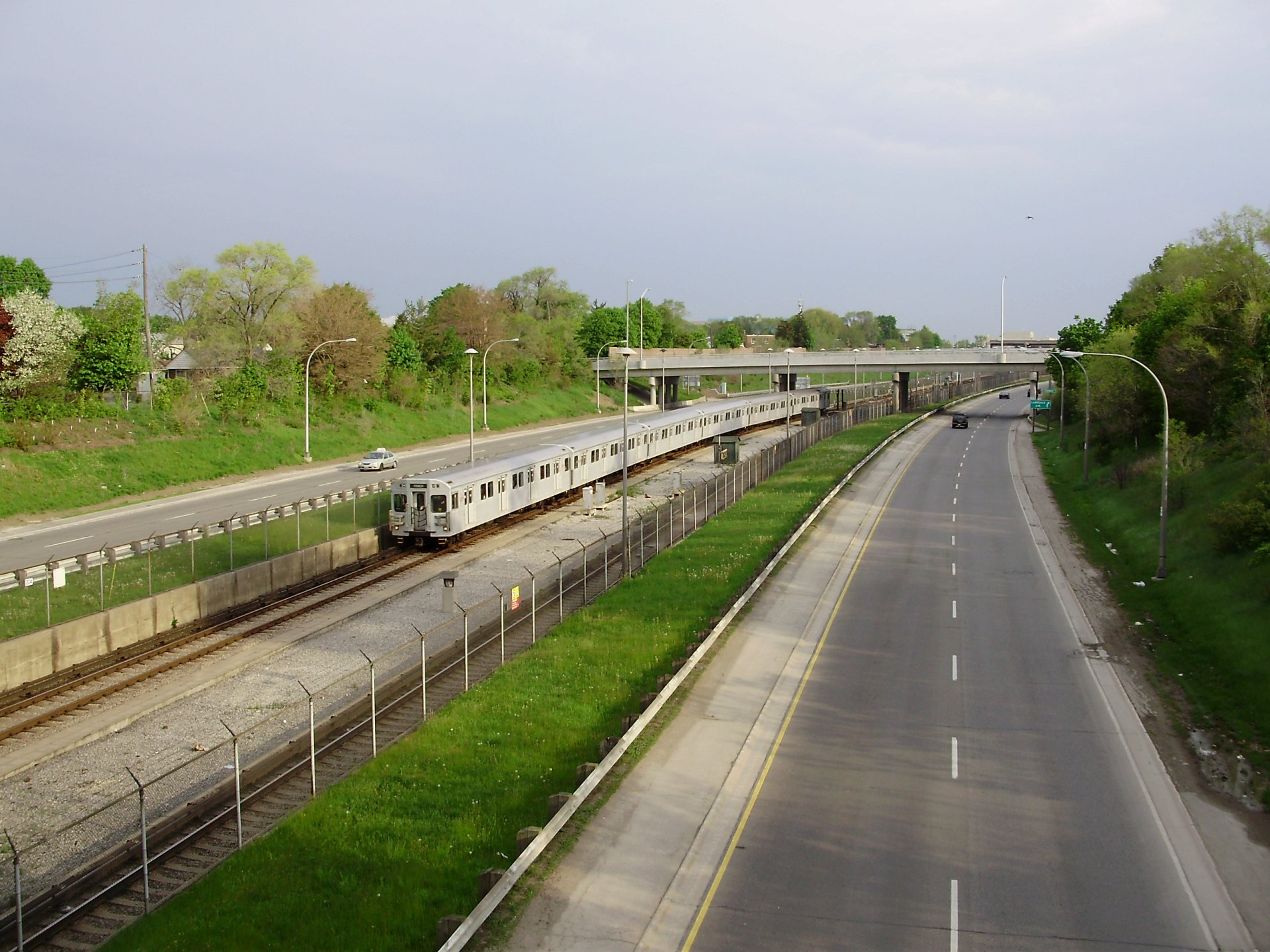
由己連堅路北望艾倫道，可見中央分隔帶上的多倫多地鐵央街－大學線
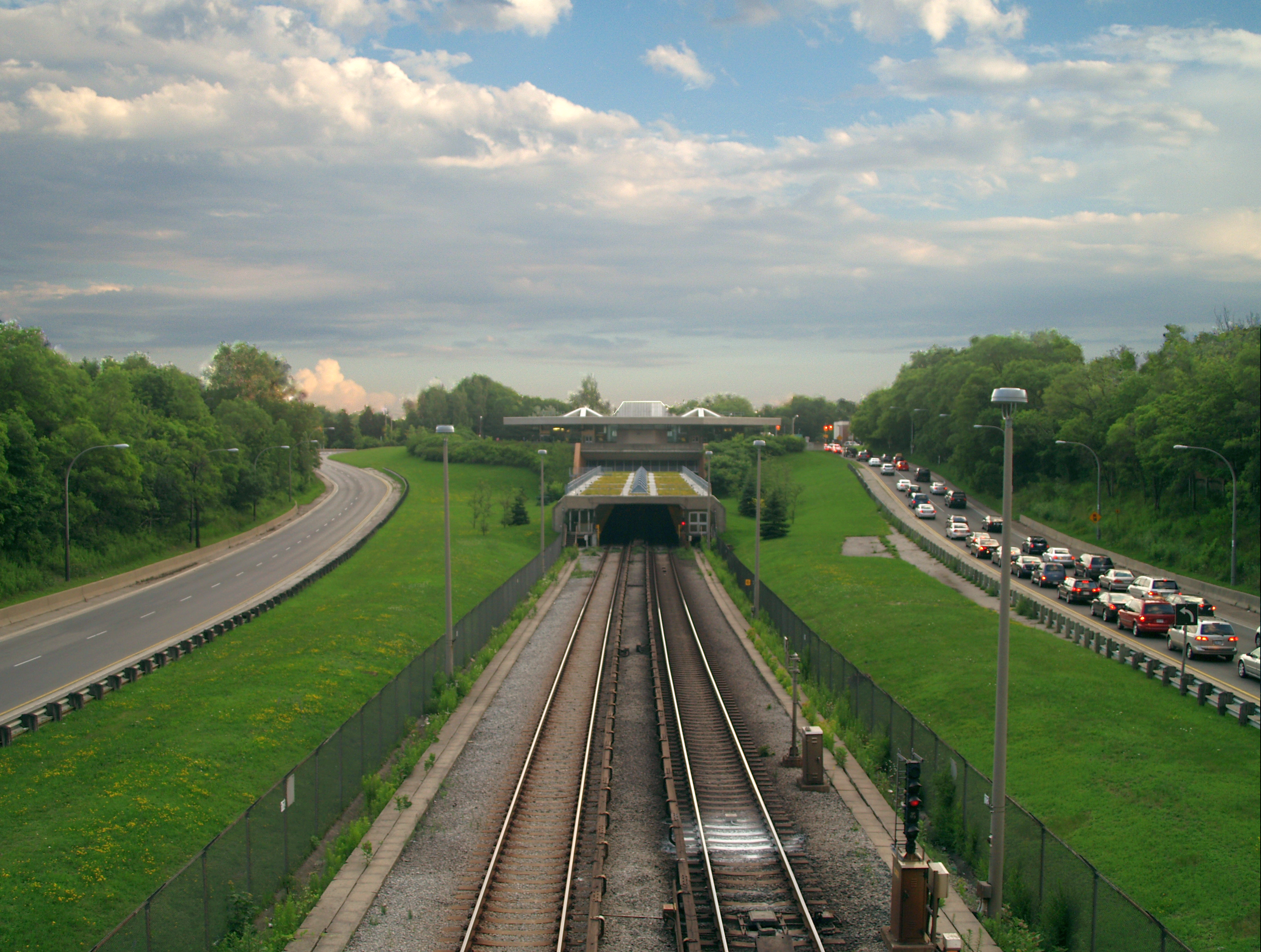
艾倫道的南端與艾靈頓西路以交通燈平交，圖中亦可見艾靈頓西地鐵站

## 外部連結
- 维基共享资源上的相關多媒體資源：艾倫道
- Google地圖艾倫道走線 （页面存档备份，存于）
- 多倫多市道路監察系統即時畫面 （页面存档备份，存于）